# Kuivaliha

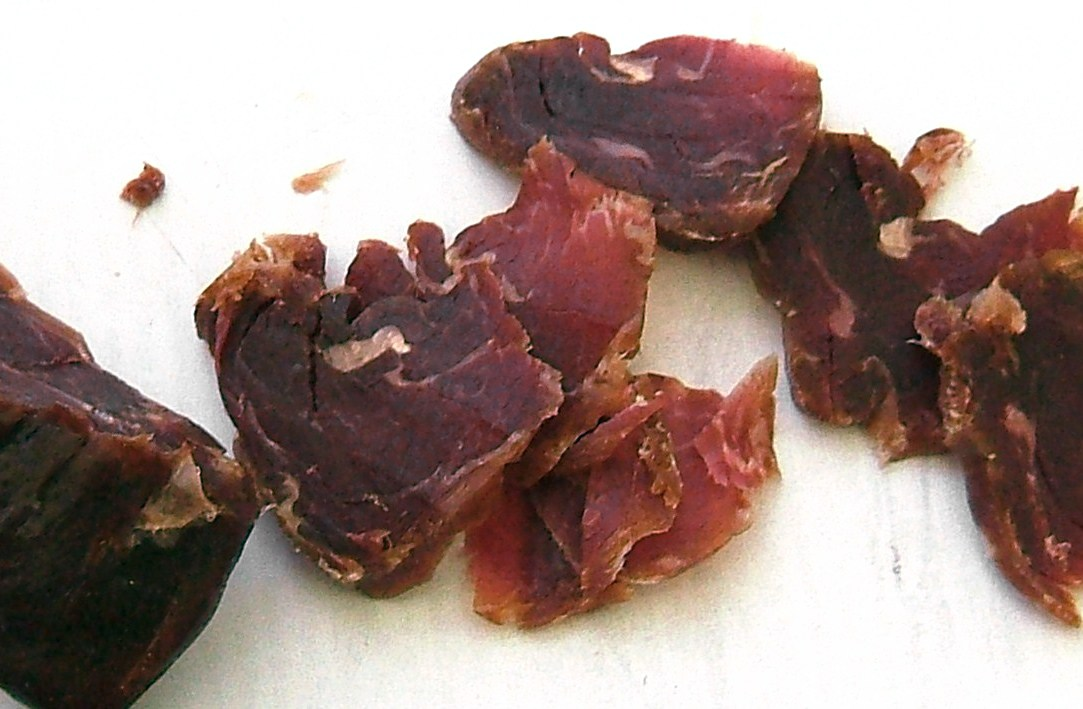
Kuivaliha

Kuivaliha, también conocido como kapaliha, es un tipo de carne deshidratada de reno o alce que se sala y se seca al aire libre.
Este alimento tradicional es considerado un “delicatessen” del Valle del Torne en el norte de Finlandia, así como en Noruega. Preparado en primavera, la carne se coloca en salmuera y luego se pone a secar al aire libre.
Sus orígenes se encuentran en la necesidad de conservación de los alimentos, aunque el kuivaliha es considerado aún un alimento muy útil en camping, montañismo, etc. por sus altos valores nutricionales y poco peso.

## Origen
La deshidratación es un método de conservación de alimentos que se ha conocido desde hace siglos en muchos países, en Noruega tradicionalmente desde hace más de 1000 años. Es posible poner a secar tanto carnes de reno, alces como de pescados, aunque el proceso puede aplicarse fácilmente a otros tipos de carne de animales.
El propósito del “secado” o “curado” es lograr que la materia prima comestible sea duradera sin muchas transformaciones para posteriormente cocinarla o freírla. Los embutidos son considerados un manjar; en  siglos anteriores no se conocían los conservantes modernos, cámaras frigoríficas ni congeladores, por ello el curado y otros métodos de conservación era una necesidad de la gente para poder sobrevivir. Muchas veces los alimentos secos pueden conservarse estables más fácilmente y por largos períodos de tiempo, incluso durante varios años sin que sufran modificaciones.
Para el curado se utiliza el aire y sal, o agua en combinación con la sal, dependiendo de la materia prima y el método de la sal a ser empleado. Existen dos formas de secado con la ayuda de la sal como materia prima, denominadas: “salazón en seco” (que se utiliza más comúnmente para la carne) y “salado por salmuera” (que es el más común para los peces).
En el pasado, el proceso se realizaba preferentemente en las casas, pero hoy en día existen industrias alimentarias realizándolo, logrando así que los alimentos curados sigan siendo populares en muchos países.

## Preparación
El kuivaliha se prepara en tiras, salando la carne  y colocándola al aire libre mirando al sur (por el sol). El proceso de secado tarda aproximadamente tres semanas.
En Finlandia, la fecha es muy importante. El proceso de deshidratación se realiza en marzo y abril sobre la base de las condiciones climáticas específicas en el inicio de la primavera boreal en Finlandia (en marzo y abril): la temperatura ambiente por encima de cero durante el día, las temperaturas bajo cero en la noche (que evita que los insectos contaminen la carne a lo largo de acelerar el proceso de secado), un viento seco y luz solar. Si el clima es demasiado cálido entonces la carne se pudre y si es demasiado frío la carne se sufre de "quemaduras por congelación", es por eso que el kuivaliha no puede prepararse de la manera tradicional en otras estaciones.
La carne se corta en piezas alargadas, salada y posteriormente se pone a secar; deberá estar protegida por una red o rejilla para que las aves y otros animales no pueden tener acceso a ella, manteniéndolos a la distancia.
El producto terminado puede ser utilizado para preparar “kuivalihavelli” o "kuivalihakeitto", una especie de sopa.